# Hans Reissner
Hans Jacob Reissner  (18. ledna 1874 – 2. října 1967)  byl německý letecký inženýr, který se zajímal o matematickou fyziku. Během první světové války získal železný kříž druhé třídy pro civilisty za průkopnickou práci na konstrukci letadel.
Ve třetí říši mohl pracovat v leteckém průmyslu, přestože neměl certifikát o árijském původu. V roce 1938 se ale rozhodl emigrovat do USA. V letech 1938-1944 učil na Illinois Institute of Technology a poté do roku 1954 na New York University Tandon School of Engineering.
Přestože byl Reissner inženýr, byl prvním kdo vyřešil Einsteinova rovnice pro nabité, nerotující těleso o dané hmotnosti.  Jeho řešení se dnes jmenuje Reissnerova–Nordströmova metrika po něm a Gunnaru Nordströmovi, který dospěl ke stejnému výsledku o dva roky později.
Jeho syn Eric byl fyzikem pracujícím v oblasti mechaniky kontinua.